# Andrenosoma rufiventris
Andrenosoma rufiventris är en tvåvingeart som först beskrevs av Blanchard 1852.  Andrenosoma rufiventris ingår i släktet Andrenosoma och familjen rovflugor. Inga underarter finns listade i Catalogue of Life.